# Clubiona tiantongensis
Clubiona tiantongensis este o specie de păianjeni din genul Clubiona, familia Clubionidae, descrisă de Zhang, Yin și Kim, 1996. Conform Catalogue of Life specia Clubiona tiantongensis nu are subspecii cunoscute.